# Tritia incrassata
Nasse épaisse, Petite nasse
Espèce
Tritia incrassata, la Nasse épaisse[réf. nécessaire] ou Petite nasse, est une espèce de mollusques gastéropodes marins de la famille des Nassariidae.

## Description
Coquille de couleurs variables, pointue, longue de 15 à 18 mm. Ressemble à la Nasse réticulée en plus petit et présente une tache gris foncé dans le canal siphonal.

## Répartition et habitat
Tritia incrassata se rencontre dans l'Atlantique nord-est, dans l'Arctique et en mer Méditerranée, entre 3 et 30 m de profondeur. Cette espèce est présente sur les fonds rocheux et de graviers.

## Systématique
Le nom valide complet (avec auteur) de ce taxon est Tritia incrassata (Strøm, 1768). Elle est encore nommée Nassarius incrassatus par SeaLifeBase bien que ce taxon soit désormais invalide.
L'espèce a été initialement classée dans le genre Buccinum sous le protonyme Buccinum incrassatum Strøm, 1768.
Tritia incrassata a pour synonymes :
- Buccinum ascanias Bruguière, 1789
- Buccinum coccinella Lamarck, 1822
- Buccinum discors Risso, 1826
- Buccinum incrassatum Strøm, 1768
- Buccinum lacepedii Payraudeau, 1826
- Buccinum macula Montagu, 1803
- Buccinum minutum Pennant, 1777
- Hima incrassatus (Strøm, 1767)
- Hinia incrassata (Strøm, 1768)
- Nassa delicata Reeve, 1854
- Nassa deshayesii Drouët, 1858
- Nassa elongata Bucquoy, Dautzenberg & Dollfus, 1882
- Nassa incrassata var. elongata Bucquoy, Dautzenberg & Dollfus, 1882
- Nassa incrassata var. major Jeffreys, 1867
- Nassa incrassata var. minor Jeffreys, 1867
- Nassa incrassata var. simulans Jeffreys, 1867
- Nassa incrassata var. varicosa Bucquoy, Dautzenberg & Dollfus, 1882
- Nassa incrassata (Müller, 1773)
- Nassa incrassata (Strøm, 1768)
- Nassa interjecta Locard, 1886
- Nassa intermedia Forbes, 1844
- Nassa jousseaumei Locard, 1886
- Nassa rosacea Reeve, 1854
- Nassa saxatilis Brusina, 1870
- Nassa tenella Reeve, 1854
- Nassa valliculata Locard, 1886
- Nassa varicosa Bucquoy, Dautzenberg & Dollfus, 1882
- Nassarius incrassatus (Müller, 1773)
- Nassarius incrassatus (Strøm, 1768)
- Nassarius incrassatus (Strøm, 1768)
- Planaxis affinis Risso, 1826
- Planaxis desmarestiana Risso, 1826
- Planaxis rosacea Risso, 1826
- Tritonium incrassatum (Müller, 1773)